# Entvölkerung
Als Entvölkerung wird ein Vorgang bezeichnet, der ein Land oder eine Region menschenleer macht bzw. den vorhandenen Bevölkerungsbestand stark reduziert und somit letztlich das „Aussterben“ ganzer Landstriche, Siedlungen und Städte zur Folge hat. Als Ursache gelten vor allem starke Abwanderungen von Bewohnern in andere Gebiete. Für die Entvölkerung ganzer Regionen waren in vergangenen Jahrhunderten vor allem Epidemien bzw. Pandemien (z. B. Pest), Hungersnöte (z. B. die Große Hungersnot in Irland) und Kriege (z. B. der Dreißigjährige Krieg) verantwortlich. Heute sind die häufigsten Ursachen in den wirtschaftlichen, politischen und sozialen Strukturen zu finden. So kann es durch Strukturschwäche, die z. B. hohe Arbeitslosigkeit zur Folge hat, zu Abwanderung großer Bevölkerungsteile kommen (vgl. Neue Bundesländer). Eine weitere Ursache kann ein starker Geburtenmangel sein, ebenso Naturkatastrophen.